# Thập niên 100 TCN
Thập niên 100 TCN hay thập kỷ 100 TCN chỉ đến những năm từ 100 TCN đến 109 TCN.